# 圣柴诺广场
45°26′32.1″N 10°58′42″E / 45.442250°N 10.97833°E

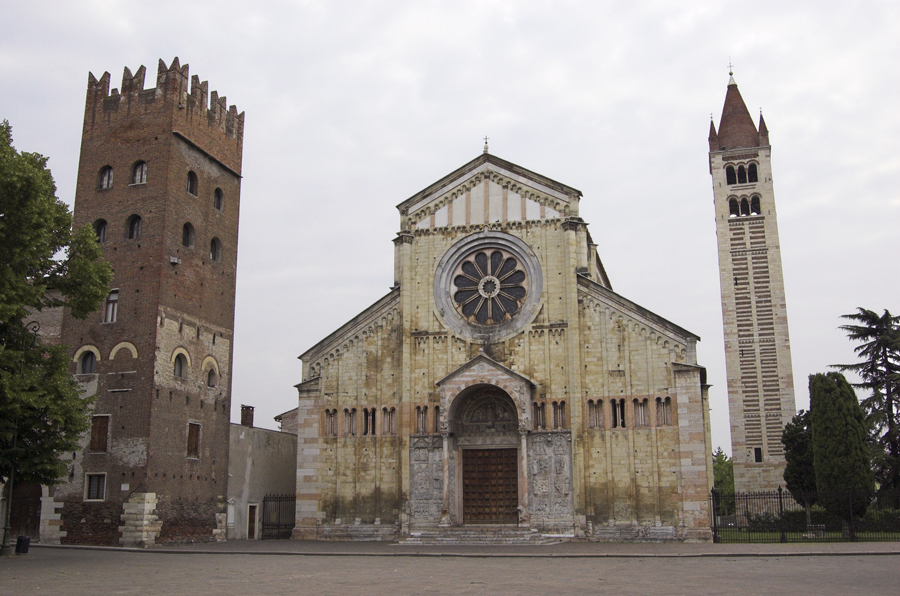
圣柴诺广场

圣柴诺广场（Piazza San Zeno）是意大利北部城市维罗纳的一个广场，位于圣柴诺圣殿前。